# Brachioteuthis
Brachioteuthis is een geslacht van inktvissen uit de familie van de Brachioteuthidae.

## Soorten
- Brachioteuthis beanii Verrill, 1881
- Brachioteuthis behnii (Steenstrup, 1882)
- Brachioteuthis bowmani Russell, 1909
- Brachioteuthis linkovskyi (Lipinski, 2001)
- Brachioteuthis picta Chun, 1910
- Brachioteuthis riisei (Steenstrup, 1882)